# HAPPINESS -WINTER MIX-
GLAY的第18張單曲。

## 簡介
- 第5張原創專輯『HEAVY GAUGE』所節錄出來的單曲。
- GLAY的第1張MAXI單曲。
- 本單曲是CD-Extra形式，在電腦上播放可以收看「GLAY pure soul MOVIE～不是這裡，要往哪裡」濃縮版影像。
- 『GLAY pure soul MOVIE～不是這裡，要往哪裡』的完整版收錄在2009年的A面精選輯『THE GREAT VACATION VOL.1 〜SUPER BEST OF GLAY〜』初回限定盤B的特典DVD。
- 當時發行這張單曲時、GLAY以「Winter,again」獲得第41屆日本唱片大獎而面臨解散危機，因此本作品也許是GLAY的最後1張單曲（結果，在新年慶祝會的當下就和好了）。
- TBS電視台「星期五的戀人們」日劇主題曲。

## 收錄曲目
1. HAPPINESS -WINTER MIX-
和專輯的版本不同，但很難聽出差異，連團員也聽不出差異性。
2. MISERY (GLAY EXPO '99 SURVIVAL LIVE VERSION)
3. 不是這裡，要往哪裡 (GLAY EXPO '99 SURVIVAL LIVE VERSION)
4. HAPPINESS -WINTER MIX- (instrumental)

## 收錄專輯
- HEAVY GAUGE（專輯版本）
- DRIVE-GLAY complete BEST（專輯版本）
- rare collectives vol.1
- THE GREAT VACATION VOL.2 〜SUPER BEST OF GLAY〜